# Radja Nainggolan
Radja Nainggolan (Amberes, provincia de Amberes, 4 de mayo de 1988) es un futbolista profesional belga. Juega como centrocampista y su equipo es el KSC Lokeren-Temse de la Segunda División de Bélgica.

## Trayectoria

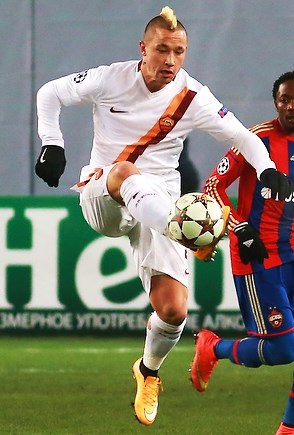
Nainggolan jugando Champions League para Roma.

### Piacenza
Radja Nainggolan llegó proveniente de las categorías inferiores del K.F.C. Germinal Beerschot de Bélgica al Piacenza Calcio a finales de 2005 cuando tenía 17 años. A pesar de su corta edad jugó dos partidos de la Serie B para el Piacenza durante dos temporadas diferentes.
Radja Nainggolan jugó 38 partidos de la temporada 2008-09, donde su club terminó en la décima posición de la tabla, logrando anotar tres goles. El 27 de enero de 2010 fue cedido con opción a compra al Cagliari Calcio de la Serie A. Hizo su debut de liga para el Cagliari el 7 de febrero, logrando jugar siete minutos en la derrota 3-0 ante el Inter de Milán.

### Cagliari
El 21 de junio de 2010, el Cagliari Calcio anunció de manera oficial la compra de Nainggolan, tras haber estado en club durante seis meses con un contrato de cesión. En octubre de 2013, tras haber jugado tres temporadas para Cagliari, Nainggolan renovó su contrato hasta el año 2016. Sin embargo, el 7 de enero de 2014, Nainggolan fue cedido al AS Roma hasta el final de la temporada 2013-14 con una cuota de 3 millones de euros y una opción a compra por seis millones.

### Roma
Nainggolan hizo su debut con su nuevo equipo el 9 de enero de 2014, en una victoria en casa por 1-0 ante la UC Sampdoria por la Copa de Italia, la Roma logró clasificarse a los cuartos de final. Doce días después, en los cuartos de final, la Roma se enfrentó a la Juventus; Nainggolan jugó los 90 minutos del partido y el equipo pasó a semifinales.

### Inter de Milán
El 26 de junio de 2018 llegó del AS Roma al equipo inter de Milan se hizo oficial su llegada al equipo italiano por un monto de traspaso de 40 millones de euros.

### Regreso al Cagliari
El 5 de agosto de 2019 el Inter de Milán anunció su cesión al Cagliari Calcio por una temporada. Inició la temporada 2020-21 con el Inter de Milán, aunque a finales de diciembre volvió a ser prestado al conjunto sardo.

### Royal Antwerp
Tras haber realizado hasta ese momento toda su carrera en el fútbol italiano, el 14 de agosto de 2021 firmó por dos años con el Royal Antwerp F. C. de su ciudad natal.
En octubre de 2022 fue separado indefinidamente de su equipo al ser descubierto fumando en el banquillo de suplentes.

### Spal
El 1 de agosto de 2023, tras sus conflictos en el Antwerp, ficho por el Spal italiano.

### Bhayangkara FC
No acabó el año en Italia y fue traspasado al Bhayangkara FC de Indonesia.

### Lokeren-Temse
Tras su paso en Indonesia, volvió en enero de 2025 a Bélgica para jugar en el Lokeren-Temse, donde milita actualmente.

## Selección nacional

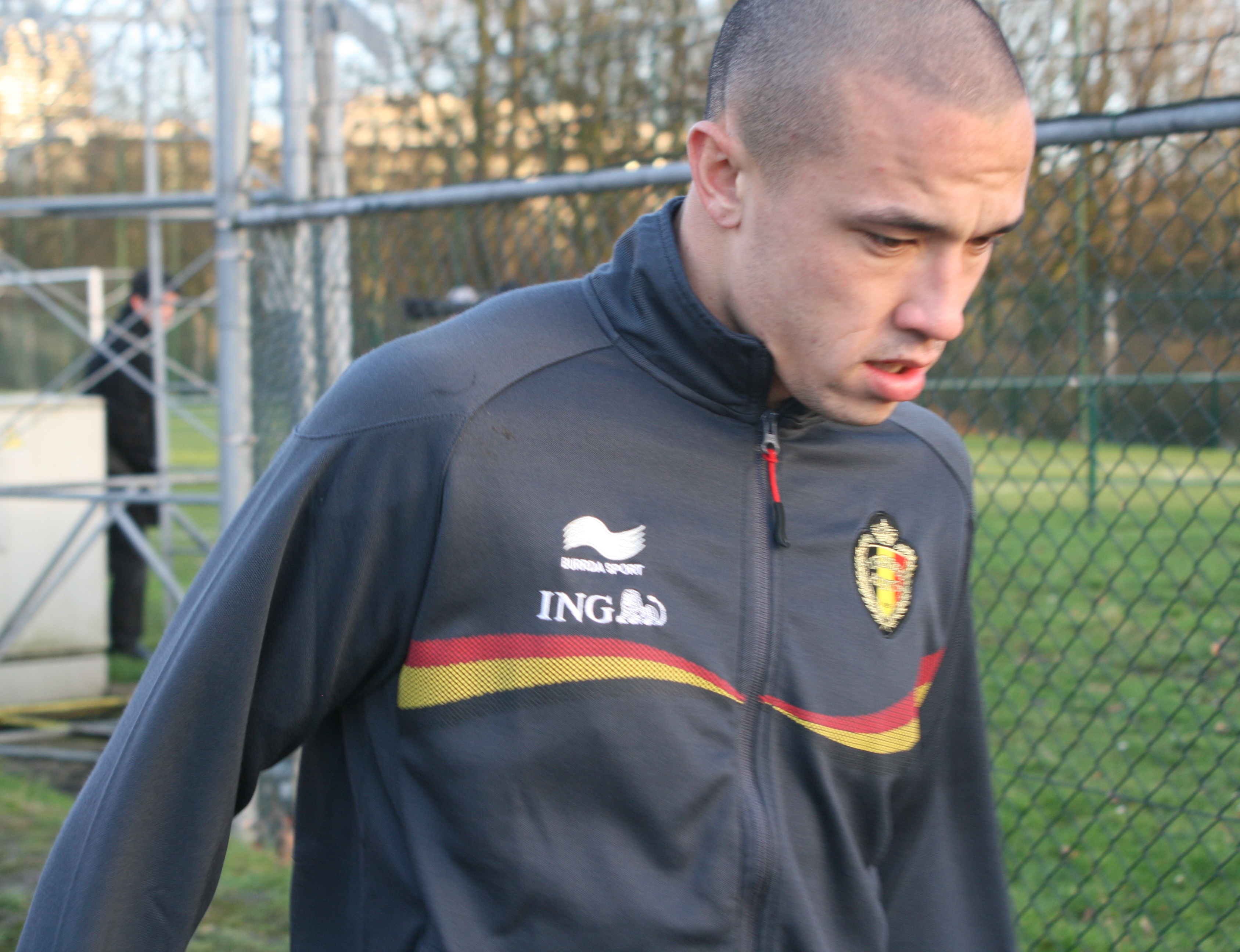
Radja Nainggolan durante un entrenamiento de Bélgica.

Ha sido internacional con la selección de Bélgica en distintas ocasiones y categorías. Con las selecciones juveniles participó en las categorías sub-16, sub-19, sub-20 y sub-21, logrando un total de un gol en dieciocho partidos disputados. 
Hizo su debut con la selección de Bélgica el 29 de mayo de 2009, en un juego ante Chile por la Copa Kirin. Su primer gol internacional con Bélgica lo marcó el 5 de marzo de 2014, frente a Costa de Marfil, en un juego amistoso disputado en el Estadio Rey Balduino de Bruselas. El mismo finalizó con un empate 2 a 2.
El 21 de mayo de 2018, después de no ser convocado por Roberto Martínez para el Mundial de Rusia 2018, anunció su retirada de la selección.

### Selección nacional
Actualizado al último partido jugado el 22 de junio de 2016.
| Selección | Ano   | Amistosos | Amistosos | Amistosos | Eurocopa | Eurocopa | Eurocopa | Eliminatorias Europeas | Eliminatorias Europeas | Eliminatorias Europeas | Mundial | Mundial | Mundial | Eliminatorias Mundialistas | Eliminatorias Mundialistas | Eliminatorias Mundialistas | Total | Total | Total  |
| Selección | Ano   | Part.     | Goles     | Asist.    | Part.    | Goles    | Asist.   | Part.                  | Goles                  | Asist.                 | Part.   | Goles   | Asist.  | Part.                      | Goles                      | Asist.                     | Part. | Goles | Asist. |
| --------- | ----- | --------- | --------- | --------- | -------- | -------- | -------- | ---------------------- | ---------------------- | ---------------------- | ------- | ------- | ------- | -------------------------- | -------------------------- | -------------------------- | ----- | ----- | ------ |
| Bélgica   |       |           |           |           |          |          |          |                        |                        |                        |         |         |         |                            |                            |                            |       |       |        |
| 2009      | 1     | 0         | 0         | -         | -        | -        | -        | -                      | -                      | -                      | -       | -       | -       | -                          | -                          | 1                          | 0     | 0     |        |
| 2010      | -     | -         | -         | -         | -        | -        | -        | -                      | -                      | -                      | -       | -       | -       | -                          | -                          | -                          | -     | -     |        |
| 2011      | 1     | 0         | 0         | -         | -        | -        | -        | -                      | -                      | -                      | -       | -       | -       | -                          | -                          | 1                          | 0     | 0     |        |
| 2012      | 1     | 0         | 0         | -         | -        | -        | -        | -                      | -                      | -                      | -       | -       | -       | -                          | -                          | 1                          | 0     | 0     |        |
| 2013      | 2     | 1         | 0         | -         | -        | -        | -        | -                      | -                      | -                      | -       | -       | -       | -                          | -                          | 2                          | 1     | 0     |        |
| 2014      | 1     | 0         | 0         | -         | -        | -        | 2        | 1                      | 0                      | -                      | -       | -       | -       | -                          | -                          | 3                          | 1     | 0     |        |
| 2015      | 2     | 1         | 1         | -         | -        | -        | 7        | 1                      | 1                      | -                      | -       | -       | -       | -                          | -                          | 9                          | 2     | 2     |        |
| 2016      | 2     | 0         | 0         | 4         | 1        | 1        | -        | -                      | -                      | -                      | -       | -       | -       | -                          | -                          | 6                          | 1     | 1     |        |
| Total     | Total | 10        | 2         | 1         | 4        | 1        | 1        | 9                      | 2                      | 1                      | -       | -       | -       | -                          | -                          | -                          | 23    | 5     | 3      |

## Estadísticas

### Clubes
Actualizado al último partido disputado el 21 de abril de 2021.
| Club | Div.          | Temporada     | Liga  | Liga  | Liga   | Copas(1) | Copas(1) | Copas(1) | Internacional(2) | Internacional(2) | Internacional(2) | Total(3) | Total(3) | Total(3) | Media goleadora |
| Club | Div.          | Temporada     | Part. | Goles | Asist. | Part.    | Goles    | Asist.   | Part.            | Goles            | Asist.           | Part.    | Goles    | Asist.   | Media goleadora |
| --- | ------------- | ------------- | ----- | ----- | ------ | -------- | -------- | -------- | ---------------- | ---------------- | ---------------- | -------- | -------- | -------- | --------------- |
| Piacenza Calcio · Italia | 2.ª           | 2005-06       | 1     | 0     | 0      | -        | -        | -        | -                | -                | -                | 1        | 0        | 0        | 0,00            |
| Piacenza Calcio · Italia | 2.ª           | 2006-07       | 1     | 0     | 0      | -        | -        | -        | -                | -                | -                | 1        | 0        | 0        | 0,00            |
| Piacenza Calcio · Italia | 2.ª           | 2007-08       | 10    | 0     | 0      | 1        | 0        | 0        | -                | -                | -                | 11       | 0        | 0        | 0,00            |
| Piacenza Calcio · Italia | 2.ª           | 2008-09       | 38    | 3     | 4      | 1        | 0        | 0        | -                | -                | -                | 39       | 3        | 4        | 0,07            |
| Piacenza Calcio · Italia | 2.ª           | 2009-10       | 21    | 1     | 1      | 1        | 0        | 0        | -                | -                | -                | 22       | 1        | 1        | 0,04            |
| Piacenza Calcio · Italia | Total club    | Total club    | 71    | 4     | 5      | 3        | 0        | 0        | 0                | 0                | 0                | 74       | 4        | 5        | 0,05            |
| Cagliari Calcio · Italia | 1.ª           | 2009-10       | 7     | 0     | 0      | -        | -        | -        | -                | -                | -                | 7        | 0        | 0        | 0,00            |
| Cagliari Calcio · Italia | 1.ª           | 2010-11       | 36    | 2     | 2      | 2        | 0        | 0        | -                | -                | -                | 38       | 2        | 2        | 0,05            |
| Cagliari Calcio · Italia | 1.ª           | 2011-12       | 37    | 1     | 2      | 2        | 0        | 0        | -                | -                | -                | 39       | 1        | 2        | 0,02            |
| Cagliari Calcio · Italia | 1.ª           | 2012–13       | 34    | 2     | 2      | 1        | 0        | 0        | -                | -                | -                | 35       | 2        | 2        | 0,05            |
| Cagliari Calcio · Italia | 1.ª           | 2013-14       | 17    | 2     | 0      | 1        | 0        | 0        | -                | -                | -                | 18       | 2        | 0        | 0,11            |
| Cagliari Calcio · Italia | 1.ª           | 2019-20       | 26    | 6     | 6      | 3        | 0        | 1        | -                | -                | -                | 29       | 6        | 6        | 0,20            |
| Cagliari Calcio · Italia | 1.ª           | 2020-21       | 17    | 1     | 0      | -        | -        | -        | -                | -                | -                | 17       | 1        | 0        | 0,05            |
| Cagliari Calcio · Italia | Total club    | Total club    | 174   | 14    | 11     | 9        | 0        | 1        | 0                | 0                | 0                | 183      | 14       | 12       | 0,07            |
| A. S. Roma · Italia | 1.ª           | 2013-14       | 17    | 2     | 3      | 3        | 0        | 0        | -                | -                | -                | 20       | 2        | 3        | 0,10            |
| A. S. Roma · Italia | 1.ª           | 2014-15       | 35    | 5     | 4      | 2        | 0        | 0        | 9                | 0                | 2                | 46       | 5        | 6        | 0,10            |
| A. S. Roma · Italia | 1.ª           | 2015-16       | 35    | 6     | 1      | -        | -        | -        | 7                | 0                | 1                | 42       | 6        | 2        | 0,14            |
| A. S. Roma · Italia | 1.ª           | 2016–17       | 37    | 11    | 3      | 4        | 2        | 1        | 12               | 1                | 2                | 53       | 14       | 6        | 0,26            |
| A. S. Roma · Italia | 1.ª           | 2017-18       | 31    | 4     | 9      | -        | -        | -        | 11               | 2                | 2                | 42       | 6        | 11       | 0,14            |
| A. S. Roma · Italia | Total club    | Total club    | 155   | 28    | 20     | 9        | 2        | 1        | 39               | 3                | 7                | 203      | 33       | 28       | 0,16            |
| Inter de Milán · Italia | 1.ª           | 2018-19       | 29    | 6     | 3      | 1        | 0        | 0        | 6                | 1                | 0                | 36       | 7        | 3        | 0,19            |
| Inter de Milán · Italia | 1.ª           | 2020-21       | 4     | 0     | 0      | -        | -        | -        | 1                | 0                | 0                | 5        | 0        | 0        | 0,00            |
| Inter de Milán · Italia | Total club    | Total club    | 33    | 6     | 3      | 1        | 0        | 0        | 7                | 1                | 0                | 41       | 7        | 3        | 0,19            |
| Total carrera | Total carrera | Total carrera | 416   | 51    | 39     | 22       | 2        | 2        | 46               | 4                | 7                | 501      | 58       | 48       | 0,11            |
| (1) Incluye datos de la Copa Italia (2007-19). (2) Incluye datos de la Liga de Campeones de la UEFA (2014-18); Liga Europa de la UEFA (2015-19). (3) No incluye goles en partidos amistosos. |               |               |       |       |        |          |          |          |                  |                  |                  |          |          |          |                 |

## Palmarés

### Campeonatos nacionales
| Título     | Club                | Sede    | Año     |
| ---------- | ------------------- | ------- | ------- |
| Serie A    | Inter de Milán      | Italia  | 2020-21 |
| Pro League | Royal Antwerp F. C. | Bélgica | 2022-23 |

## Vida privada
Nainggolan nació en Amberes. Es hijo de Lizy Bogaerts, quien lo crio junto a sus tres hermanastros y su hermana gemela (Riana Nainggolan, también futbolista), y de Marianus Nainggolan, quien abandonó a su familia cuando Radja era un niño.
Lizy Bogaerts, madre de Radja, falleció en 2010, y tras su muerte él se tatuó en su espalda dos alas grandes con la fecha de nacimiento y fallecimiento de su madre. Radja Nainggolan habla tres idiomas: neerlandés, inglés e italiano, y comprende el francés, también sabe hablar un poco Mandarín.
El 27 de enero de 2025 fue detenido por la policía de Bruselas por contrabando de cocaína.